# Biton rhodesianus
Biton rhodesianus är en spindeldjursart som först beskrevs av Hewitt 1914.  Biton rhodesianus ingår i släktet Biton och familjen Daesiidae. Inga underarter finns listade.